# Euterpe edulis
Euterpe edulis, comúnmente llamada palmito, palmito dulce, palmitero o también ensarova y jussara, es una especie perteneciente a la familia de las palmeras (Arecaceae), nativa de Bolivia, Brasil, Paraguay, Perú y Argentina (en Misiones exclusivamente) que vegeta solamente en suelos arcillosos y húmedos y protegida de la luz solar.
 
Es una de las palmeras de donde se extrae el palmito. Se encuentra en peligro de extinción, por lo que su extracción se encuentra prohibida en muchos países.

## Descripción
Palmera de tronco delgado y alto (entre 15 a 20 m de altura), las hojas son muy numerosas, de forma lineal-lanceolada, flexibles y colgantes, se disponen de forma alterna y pinnada. Desde el final del tronco hasta el nacimiento de las hojas tiene una zona más gruesa de color verde, semejante a una vaina, que forma la base de las hojas.
El fruto es una drupa en forma de globo (1-2 cm de diámetro) de color negro que contiene una única semilla de 1 a 1,5 cm.

## Taxonomía
Euterpe edulis fue descrita por Carl Friedrich Philipp von Martius y publicado en Historia Naturalis Palmarum 2(2): 33–34, t. 32, en el año 1824. (before 13 Apr 1824)
Etimología
El género lleva el nombre de la musa Euterpe de la mitología griega.
edulis: epíteto latino que significa "comestible".
Sinonimia
- Euterpe edulis var. clausa Mattos
- Euterpe egusquizae Bertoni ex Hauman
- Euterpe espiritosantensis H.Q.B.Fern.[4]